# Gorgonocephalidae
De Gorgonocephalidae zijn een familie van slangsterren uit de orde Euryalida.

## Geslachten
- Asteroporpa Örsted & Lütken, 1856
- Astracme Döderlein, 1927
- Astroboa Döderlein, 1911
- Astrocaneum Döderlein, 1911
- Astrochalcis Koehler, 1905
- Astrochele Verrill, 1878
- Astrochlamys Koehler, 1912
- Astrocladus Verrill, 1899
- Astroclon Lyman, 1879
- Astrocnida Lyman, 1872
- Astrocrius Döderlein, 1927
- Astrocyclus Döderlein, 1911
- Astrodendrum Döderlein, 1911
- Astrodictyum Döderlein, 1927
- Astroglymma Döderlein, 1927
- Astrogomphus Lyman, 1870
- Astrogordius Döderlein, 1911
- Astrohamma Döderlein, 1930
- Astrohelix Döderlein, 1930
- Astroniwa McKnight, 2000
- Astrophyton Fleming, 1828
- Astroplegma Döderlein, 1927
- Astrosierra Baker, 1980
- Astrospartus Döderlein, 1911
- Astrothamnus Matsumoto, 1915
- Astrothorax Döderlein, 1911
- Astrothrombus H.L. Clark, 1909
- Astrotoma Lyman, 1875
- Astrozona Döderlein, 1930
- Conocladus H.L. Clark, 1909
- Gorgonocephalus Leach, 1815
- Ophiocrene Bell, 1894
- Ophiozeta Koehler, 1930
- Schizostella A.H. Clark, 1952

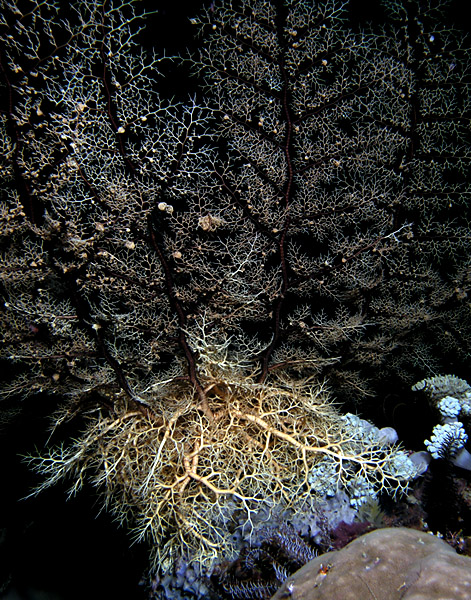
Astroboa granulata
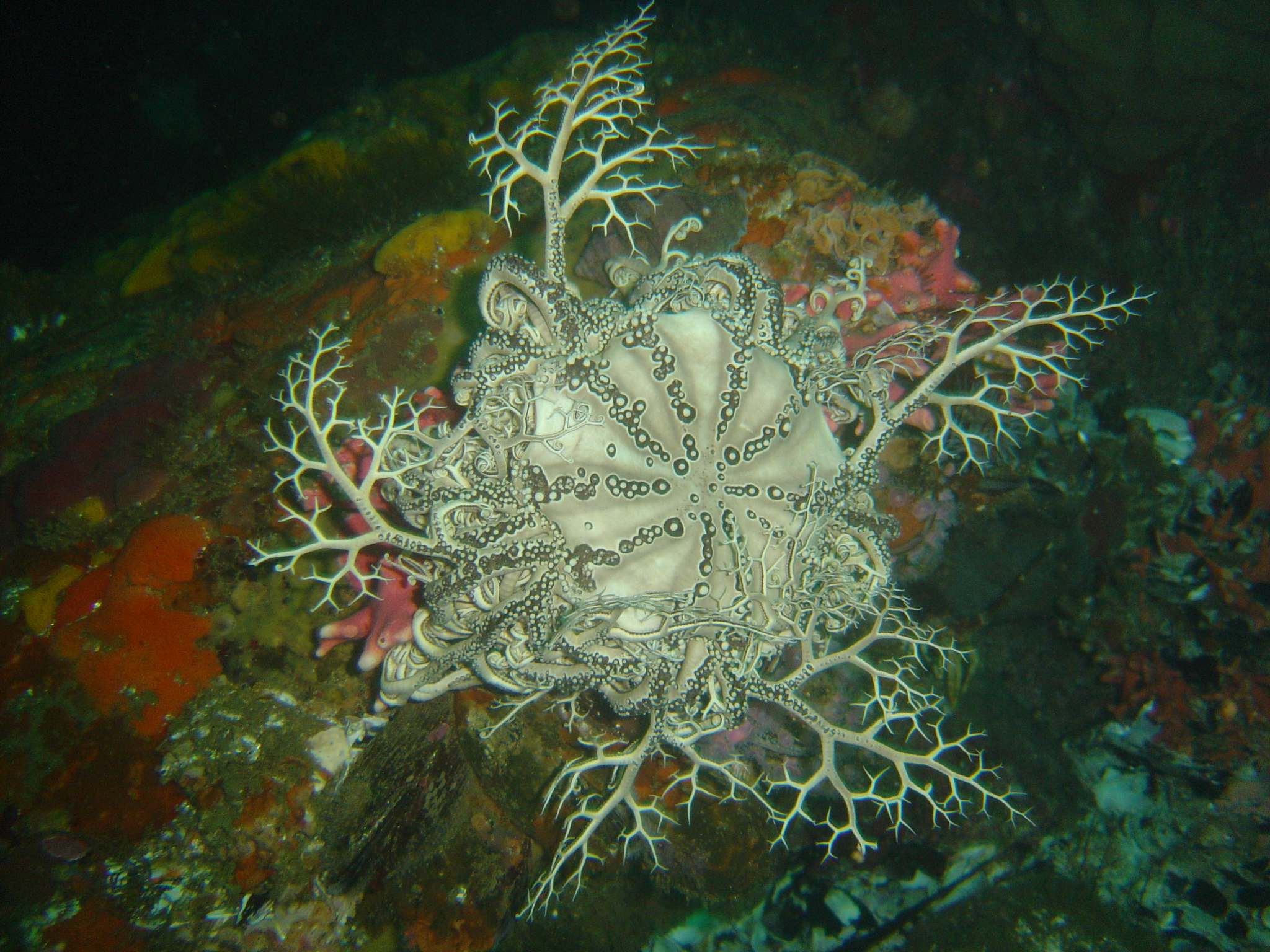
Astrocladus euryale
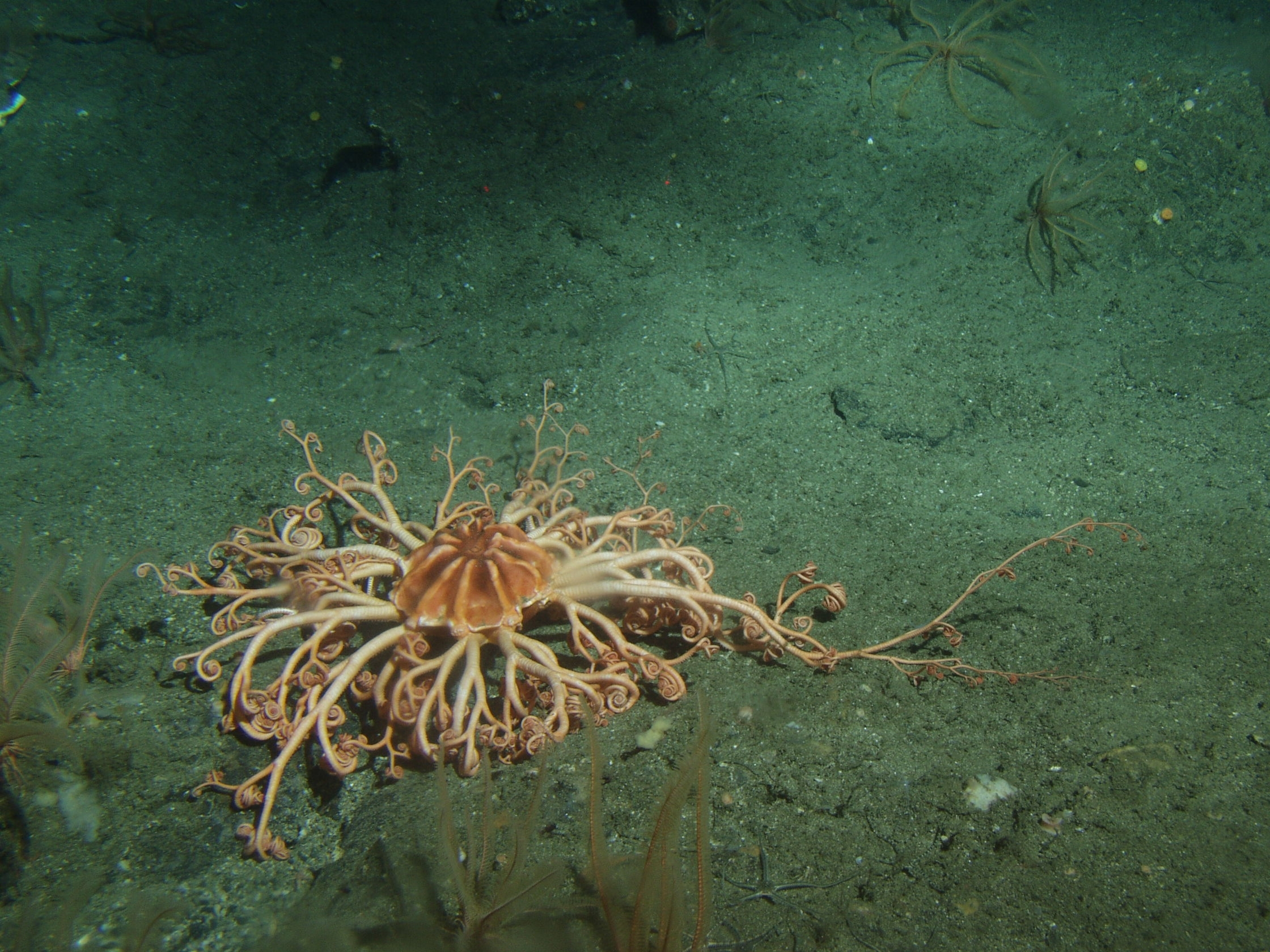
Gorgonocephalus eucnemis
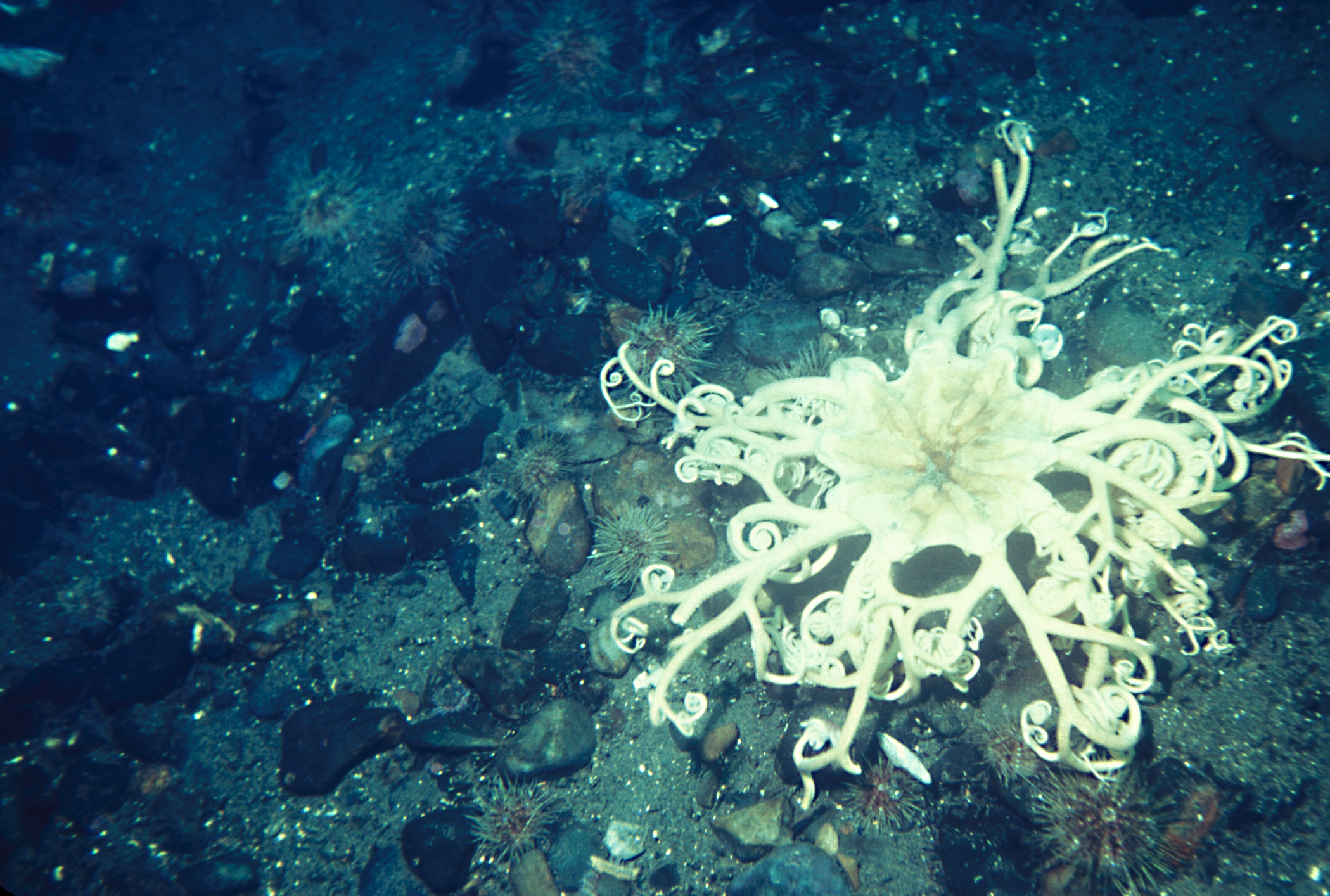
Astrophyton muricatum
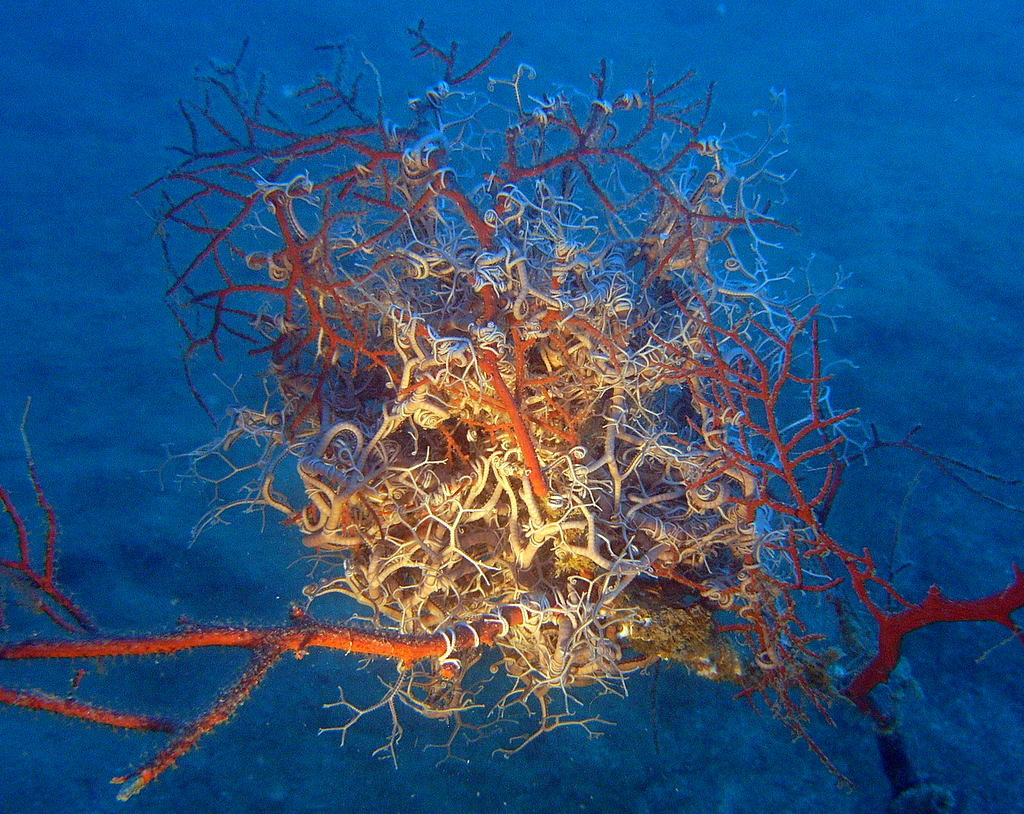
Astrospartus mediterraneus